# پونوکاپا
پونوکاپا (به اسپانیایی: Punucapa) یک زیستگاه انسانی در شیلی است که در استان والدیوا واقع شده‌است.
پونوکاپا دهکده ای با منشأ ماقبل اسپانیایی در منطقه لوس ریوس می باشد. موقعیت ایزوله آن در کنار رودخانه کروسس و رشته ساحلی والدیوین، این روستا را به یک جاذبه اکوتوریسم تبدیل کرده است. تالاب های رودخانه خانه هزاران پرنده است. قو گردن سیاه نمادترین است.سایت رسمی محافظان رسمی رودخانه کروسس مکان : والدیویا ، لوس ریوس ، شیلی جنوبی ، شیلی ، آمریکای جنوبی.نقشه جغرافیای کتاب موقعیت وین استار  . صفحه 19.

## خصوصیات
پونوکاپا 130 نفر جمعیت دارد.
این دروازه ورود به پناهگاه طبیعی Carlos Anwandter، اولین سایت تالاب فصلی در شیلی است که بسیاری از گردشگران علاقه مند به بوم شناسی و پرندگان بومی و همچنین قوهای گردن سیاه را گرد هم می آورد . مجله اینترنتی بت فیدو منتشر شده در تاریخ 12 بهمن 1398